# ジョアン・フルーク
ジョアン・フルーク（Joanne Fluke、1943年 - ）は、アメリカ合衆国の推理作家。ミネソタ州生まれ。南カリフォルニア在住。
さまざまな職業を転々とした後、1980年に作家デビュー。2000年、ハンナ・スウェンセンシリーズ第1作『チョコチップ・クッキーは見ていた』を刊行し、同作は人気シリーズとなった。

## 著作
- お菓子探偵ハンナ・スウェンソンシリーズ（en:Hannah Swensen Mysteries）（訳：上條ひろみ、ヴィレッジブックス）
  1. チョコチップ・クッキーは見ていた　Chocolate Chip Cookie Murder (2000年)
  2. ストロベリー・ショートケーキが泣いている　Strawberry Shortcake Murder (2001年)
  3. ブルーベリー・マフィンは復讐する　Blueberry Muffin Murder (2002年)
  4. レモンメレンゲ・パイが隠している　Lemon Meringue Pie Murder (2003年)
  5. ファッジ・カップケーキは怒っている　Fudge cupcake murder (2004年)
  6. シュガークッキーが凍えている　Sugar cookie murder (2004年)
  7. ピーチコブラーは嘘をつく　Peach Cobbler Murder (2005年)
  8. チェリー・チーズケーキが演じている　Cherry cheesecake murder (2006年)
  9. キーライム・パイはため息をつく　Key lime pie murder (2007年)
  10. キャロット・ケーキがだましてる　Carrot Cake Murder (2008年)
  11. シュークリームは覗いている　Cream Puff Murder (2009年)
  12. プラムプディングが慌てている　Plum Pudding Murder (2009年)
  13. アップルターンオーバーは忘れない　Apple Turnover Murder (2010年)
  14. デビルズフード・ケーキが真似している　Devil's Food Cake Murder (2011年)
  15. シナモンロールは追跡する Cinnamon Roll Murder (2012年)
  16. レッドベルベット・カップケーキが怯えている Red Velvet Cupcake Murder（2013年）
  17. ブラックベリー・パイは潜んでいる Blackberry Pie Murder（2014年）
  18. Double Fudge Brownie Murder（2015年）

## 関連
- コージー・ミステリ

## 外部サイト
- Hannah Swensen Mysteries by Joanne Fluke--Home Page